# Raionul Varaș, Rivne
Varaș (în ucraineană Вараський район, transliterat: Varaskîi raion) este un raion în regiunea Rivne, Ucraina. Are reședința la Varaș.
Are o suprafață de 3.327,2 km². Populația este de 139.000 locuitori, determinată în 2020.